# 코리치바 FC
코리치바 FC(Coritiba Foot Ball Club)는 대개 코리치바라고 알려져 있는 브라질의 축구 클럽으로 파라나 주의 쿠리치바를 연고로 한다. 1909년 10월 12일 독일계 지역 사회의 젊은이들에 의해 창단하였으며 이는 파라나 주에서 가장 오래된 클럽이기도 하다. 2011년 2월부터 5월까지 브라질 모든 대회를 통틀어 24연승을 기록하며, 세계 신기록을 달성한 바 있다. 1973년에는 토르네이우 두 포부에서 우승을 차지하며, 브라질 전국구 대회에서 우승한 최초의 브라질 남부 축구팀으로 기록되었으며, 코파 리베르타도레스와 코파 수다메리카나 등 남미 주요 대회에 참가한 최초의 브라질 남부 축구팀으로도 기록되었다. 또한 1985년 캄페오나투 브라질레이루 세리이 A에서 우승을 차지하며, 파라나 주 최초의 전국 리그 우승팀이 되기도 하였다. 1971년부터 1976년까지 6년 연속 주리그 타이틀을 거머쥐며, 파라나 주 유일한 6연패 팀으로 남아있다. 코리치바 FC는 이 대회에서 가장 자주 출전한 팀이기도 하다. 2024년 현재 캄페오나투 브라질레이루 세리이 B와 파라나의 주 리그 캄페오나투 파라나엔시에 참가하고 있다.
코리치바는 아틀레치쿠 파라나엔시, 파라나 클루비과 큰 라이벌 관계를 이루고 있다. 파라나 주의 라이벌인 아틀레치쿠 파라나엔시와의 더비 경기는 아틀레치바(Atletiba), 파라나와의 더비 경기는 파라치바(Paratiba)로 불린다.
2013년 기준으로 코리치바는 세계 각지에 축구팀들과 파트너십을 맺고 있으며, 이는 유소년 선수들 간의 임대 및 이적 계약을 위한 것이다. 포르투갈의 FC 포르투 SL 벤피카와 멕시코의 치바스 과달라하라 네덜란드의 VVV 펜로 그리고 대한민국의 대구 FC와 이 계약을 맺고 있다.
2023년 6월, 트레코르프 인베스티멘토스는 11억 레알에 평가된 거래에서 클럽 SAF의 90%를 인수를 완료했다.

## 개요
코리치바는 남부 브라질에서 처음으로 국가 대회에서 우승한 클럽으로, 1973년 토르네이우 두 포부에서 우승한 것은 물론이고, 코파 리베르타도레스와 코파 스다메리카나와 같은 대륙 대회에 참가한 남부 클럽 중 최초이다.
이는 브라질의 주요 대회 중 하나인 Série A(브라질의 주요 타이틀)에서 우승한 파라나 주의 첫 번째 클럽이자, 1991년, 2001년, 2009년에는 국내 두 번째 대회인 코파 두 브라질에서 준결승에 진출한 것뿐만 아니라, 2011년과 2012년에는 결승에 진출한 것도 최초이다.
1971년부터 1976년까지 6회 연속 파라나 주 리그 제목을 차지한 유일한 클럽으로, 코리치바는 이 대회에서 가장 자주 출전한 팀이다. 30,000명 이상의 회원을 보유하고 있으며, 현재 FPF에서 1위, CBF 랭킹에서 14위, Conmebol 랭킹에서 83위, 국제 IFFHS 랭킹에서 125위로 순위되어 있다.
2013년 기준으로 포르투갈의 포르투와 벤피카, 멕시코의 치바스 과달라하라, 대한민국의 대구, 네덜란드의 VVV-펜로와 함께 파트너십(대부분은 청소년 선수들의 대여 및 교환)을 맺고 있다.
이 클럽은 공식 대회에서 24연승이라는 가장 긴 승리 기록과, 브라질 팀 중에서 가장 긴 승리 기록을 유지하고 있으며, 역사적으로 4,800번 이상 경기를 치렀다.
또한, 코리치바는 브라질 남부 최초로 미식 축구를 수용하기 시작한 클럽이기도 하다. 코리치바 크로코다일은 코리치바(미식 축구)와 바리기 크로코다일의 합병으로 형성된 미식 축구 팀으로, 세 번의 브라질 챔피언, 아홉 번의 주 챔피언, 그리고 남부 콘퍼런스에서 두 번의 챔피언이다.

## 역사

### 초창기: 1900년대

#### 클럽의 구성

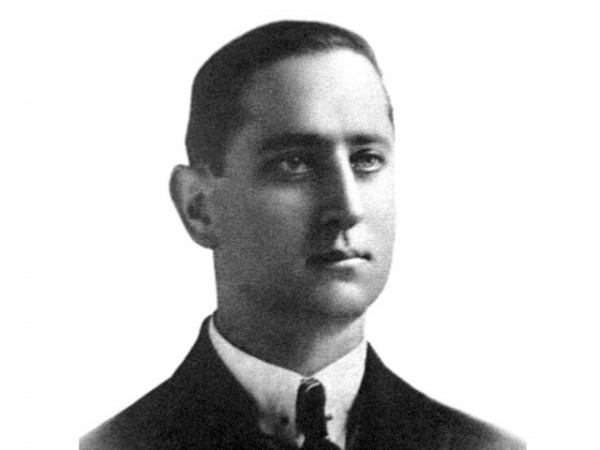
코리치바의 창립자 프리츠 에센펠더

1909년 독일계 브라질인들의 체육 클럽 클루비 지나스치쿠 테우투-브라질레이루 턴퍼레인(Clube Ginástico Teuto-Brasileiro Turnverein)에는 젊은 청년들이 모여 여러 종류의 스포츠를 즐기고 있었다. 그러던 어느날 클럽의 주요 회원이었던 프레데리쿠 "프리츠" 에센펠더가 한 가죽공을 들고 클럽에 나타났다. 그는 그 공을 들고 그의 친구들에게 축구라는 새로운 스포츠를 전파하였다. 에센펠더와 그의 친구들은 공권 본부(포르투갈어: Quartel da Força Pública)의 운동장에서 축구를 시작하였다. 이 후 폰타 그로사 철도회사의 영국계 노동자들의 축구팀의 초청을 받아 경기를 뛰기도 하였다.
1909년 10월 12일 프리츠 에센펠더는 하우어 극장(Theatro Hauer)에서 미팅을 소집하여 팀의 첫 축구 경기를 주선하였다. 이 과정에서 새로운 축구단의 창설이 이루어졌으며, 구단명칭은 테우투-브라질레이루(포르투갈어: Teuto-Brasileiro)였다. 테우투(Teuto)는 독일인을 지칭하는 또다른 말 테우탕(teutão, 튜턴족)에서 따온 말이며, 구단 명은 직역하자면 독일계 브라질인이었다. 이 클럽은 파라나 주의 최초의 축구팀이었다.

#### 최초의 경기

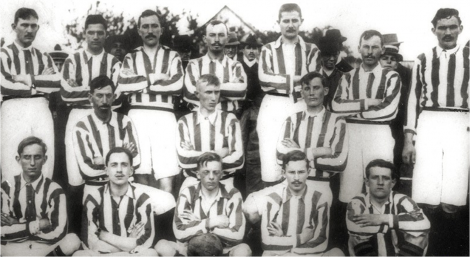
코리치바의 첫 경기

1909년 10월 23일 폰타 그로사에서 구단의 역사적인 첫 경기가 개최되었다. 상대는 클루비 지 풋볼 지 치루 폰타그로센시(포르투갈어: Clube de Foot Ball de Tiro Pontagrossense)로, 브라질의 엔지니어링 회사의 노동자들로 구성되어 있었다. 이 경기는 치루 폰타그로센시가 1-0으로 승리를 거두었다.

#### 창단

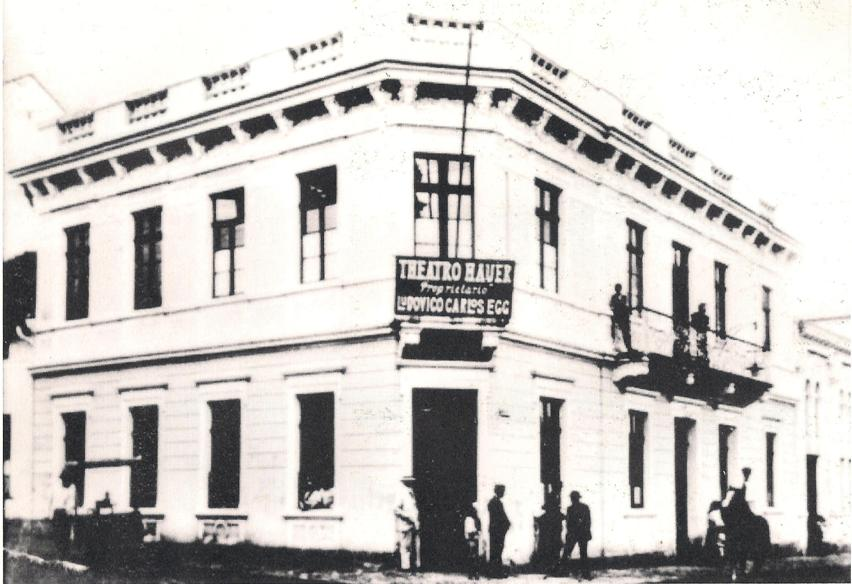
하우어 극장

폰타 그로사에서의 첫 경기 이후, 축구단의 창립 멤버들은 새로운 경기로 인해 들떠있었다. 이 후 그들의 클럽을 축구 전문 클럽으로 육성하는 것으로 새로운 방향을 설립하였다. 또한 클루비 지나스치쿠 테우투-브라질레이루 턴퍼레인은 오직 독일계 회원만 가입을 승인시키고 있었음에도 불구하고, 테우투-브라질레이루 축구팀은 독일계 이외의 선수들도 다수 포함되어 있기도 하였다. 이러한 이유로 축구단의 독립은 빠르게 논의가 진행되었고, 1909년 하우어 극장에서 기나긴 토론을 벌였다. 1910년 1월 30일 독립 축구단 코리치바누 FC가 창단되었으며, 구단 명칭은 그들이 첫 축구 경기를 치렀던 폰타 그로사의 도시명 쿠리치바에서 따왔다.
1910년 4월 21일 창단 이후 첫 미팅이 소집되었으며, 리우데자네이루와 상파울루의 축구단들로부터 스포츠 규칙에 대해 주로 습득하였다. 이 미팅 동안 구단의 첫 보드진이 구성되었으며, 주앙 비아나 세일러가 초대 회장으로, 아르투르 하우어가 부회장으로 추대되었다. 조제 줄리우 프랑쿠와 레오포우두 오블라덴이 각각 제1 및 제2 비서로 선임되었으며, 와우테르 디트리히와 아우빙 하우어 각각 제1 및 제2 회계인사로 선임되었다. 프리츠 에센펠더는 구단 최초의 주장으로 선임되었다. 또한 이 미팅이 진행되는 동안, 구단명 교체 또한 논의되었다. 그 이유는 같은 도시 내에 코리치바누라는 이름을 가진 사교 클럽이 존재하여, 혼동을 피하기 위함이었고, 구단명은 코리치바 FC로 변경되었다.

### 파라나의 사자: 1910년대 ~ 1920년대

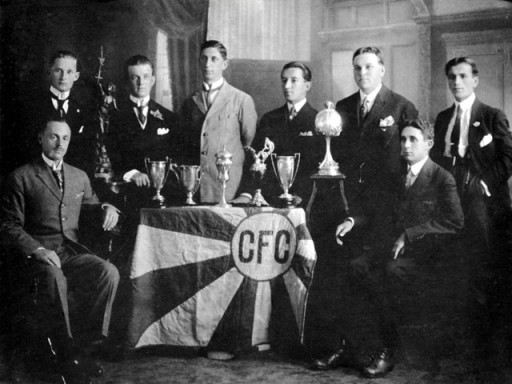
초대 회장 : 주앙 비아나 세일러

구단의 첫 홈 경기장으로 구아비로투바 경마 경기장(포르투갈어: Hipódromo do Guabirotuba)이 채택되었다. 이 후 관중들을 효과적으로 모으기 위해 관중석이 개선되었으며, 프라두 지 구아비로투바(포르투갈어: Prado de Guabirotuba)로 명칭이 변경되었다.
1910년 6월 12일 구단의 역사적인 첫 공식 경기가 펼쳐졌으며, 상대는 이전에도 대결한 바 있던 클루비 지 풋볼 지 치루 폰타그로센시로, 구단 명칭이 폰타그로사 FC로 변경되어 재회하였다. 정식 축구단으로 창단 이후 치러진 대결에서는 코리치바의 5-3 승리로 끝이 났다.
1915년 코리치바는 쿠리치바 시의 축구 대회인 캄페오나투 다 시다지(포르투갈어: Campeonato da Cidade)에 참가하였으며, 같은 해 파라나 주 리그인 (포르투갈어: Campeonato Paranaense)에도 참가하였다. 해당 시즌 코리치바는 두 대회에서 모두 우승을 차지하였다. 1916년 캄페오나투 파라나엔시에서 스파르타누를 상대로 7골을 퍼부으며 승리를 따냈다. 그 해의 코리치바의 스타 선수인 마샴봄바가 브라질 축구 국가대표팀에 선발되기도 하였다. 1917년 구단의 새로운 홈 경기장 파르키 다 그라시오사(포르투갈어: Parque da Graciosa)가 개장하였다.
1921년 8월 15일 브라질 대표팀의 주축 선수들로 구성되어 있던 상파울루주의 축구팀, 셀레상 파울리스타를 1-0으로 꺾었다. 이 경기 이후 브라질 축구계에 파라나 주의 대표적인 축구팀으로 알려지기 시작하였다. 1924년 6월 8일 코리치바가 아틀레치쿠 파라나엔시를 만나 6-3 대승을 거두었고, 1926년 11월 7일에는 13-1이라는 스코어로 아틀레치쿠 파라나엔시를 대파하였다. 이는 파라나 주 역사상 가장 큰 점수차로 승리한 경기로 남아있다. 이 경기들로 인해 코리치바와 아틀레치쿠 파라나엔시의 라이벌 관계가 형성되기 시작하였다.

### 캄피오니시무: 1930년대 ~ 1940년대
1930년 11월 23일 코리치바는 토르네이우 이니시우에서 재회한 아틀레치쿠 파라나엔시를 7-4로 대파하고 우승을 차지하였다. 같은 해 캄페오나투 파라나엔시와 캄페오나투 다 시다지에서도 우승을 차지하였다.
1930년대에는 인종 차별 문제가 브라질 전역에서 들끓던 때이다. 이 시기에 브라질 축구단들은 흑인 및 물라토 등 유색 인종을 받아들이기 시작하였다. 그러나 쿠리치바 지역은 주로 독일계, 폴란드계, 우크라이나계 이민자들 위주로 구성되어 있었고, 애초에 유색 인종의 숫자가 적은 편이었다. 그러나 모아시르 곤사우비스가 선수 겸 감독으로 취임하면서, 구단 최초의 유색 인종 선수로 등록되었다.
1932년 11월 19일 벨포트 두아르치가 개장하였다. 이 경기장에서의 첫 경기는 캄페오나투 카리오카의 챔피언 아메리카-RJ였으며, 코리치바가 4-2로 승리를 거두었다. 1941년 1월 23일 구단은 역사상 최초로 외국 구단과 경기를 가졌으며, 상대는 아르헨티나의 힘나시아 라플라타였다. 1947년 파라나 주가 주관하는 모든 대회(유소년, 청소년, 아마추어, 프로)에서 우승을 차지하며, 캄페오니시무(포르투갈어: Campeoníssimo, 슈퍼 챔피언)이라는 별칭을 부여받았다.

### 황금기와 유럽 투어: 1950년대 ~ 1970년대
1950년대의 코리치바는 성공적인 행보를 지속적으로 쌓고 있던 팀이었다. 1951년, 1952년, 1954년, 1956년, 1957년, 1959년 총 여섯 차례 동안 캄페오나투 파라나엔시의 챔피언에 올라섰다. 1960년 캄페오나투 파라나엔시에서 또 다시 우승을 차지하다. 같은 해 코파 두 브라지우에서 결승전까지 올라 그레미우와 맞대결을 펼쳤으나, 경기는 무승부로 종료되었다. 승자를 가리지 못한 양 팀은 동전 뒤집기로 승자를 결정했으며, 동전의 운명에 의해 코리치바가 패배한 것으로 처리되었다.
1960년대 코리치바는 해외 팀들과 홈에서 맞대결을 펼쳤으며, 8월 6일 스페인의 아틀레티코 마드리드를 상대로 3-2 승리, 12월 12일 헝가리 축구 국가대표팀을 상대로 1-0 승리를 거두었다. 1968년에는 이탈리아의 SSC 나폴리와 맞붙었다. 같은 해 8년 간의 트로피 공백을 깨고 캄페오나투 파라나엔시에서 우승을 차지하기도 하였다. 1969년에는 구단 역사상 첫 해외 투어를 나서게 되었고, 참가 대회는 스페인에서 열린 III 토르네오 시우다드 데 무르시아였다. 또한 프랑스에서 열린 쿠프 드 피에르 콜롱에도 참여하였으며, 상대팀은 스페인의 발렌시아 CF, 독일의 보루시아 도르트문트, 프랑스의 FC 지롱댕 드 보르도, 네덜란드의 페예노르트, 오스트리아의 FK 아우스트리아 빈, 불가리아의 PFC 레프스키 소피아, 벨기에의 RSC 안데르레흐트였다. 코리치바는 이 대회에서 우승을 차지하였다.
1970년대에 들어서 벨포트 두아르치의 확장 공사를 위한 예산 확보를 목적으로, 에반젤리누 회장은 스타 선수들을 영입하여 팬들을 모으는 전략을 펼쳤다. 이 시기에 구단은 유럽 투어를 다시 한차례 떠났으며, 프랑스, 유고슬라비아, 알제리, 루마니아, 포르투갈의 축구팀들과 대결을 펼쳤다.
1971년은 코리치바의 황금기가 시작된 시점으로, 6년 연속 캄페오나투 파라나엔시 우승을 차지한 시발점이기도 했다. 1972년 구단은 세번째 유럽 투어를 떠났으며, 터키에서 열리는 토너먼트 대회에 참가하게 되었다. 이 대회에서 터키 축구 국가대표팀과 모로코 축구 국가대표팀 그리고 페네르바흐체 SK와 맞붙었으며, 무패로 우승을 차지하고 귀국하였다. 같은 해 홈 경기장에서 포르투갈의 SL 벤피카와 헝가리 축구 국가대표팀, 콩고 축구 국가대표팀과 친선 경기를 가지기도 했다. 1973년 6월 18일에는 파라과이 축구 국가대표팀을 홈에서 만나 대결을 펼쳤으며, 1-0 승리로 경기가 종료되었다.
1977년 벨포트 두아르치 경기장의 명칭이 마조르 안토니우 쿠투 페헤이라로 교체되었다. 1979년 캄페오나투 파라나엔시에서 우승을 차지하며, 1970년대 안에서만 여덟번째 트로피를 들어올렸고, 같은해 캄페오나투 브라질레이루 세리이 A에서는 3위를 기록하였다.

### 위기의 봉착: 1980년대 ~ 1990년대

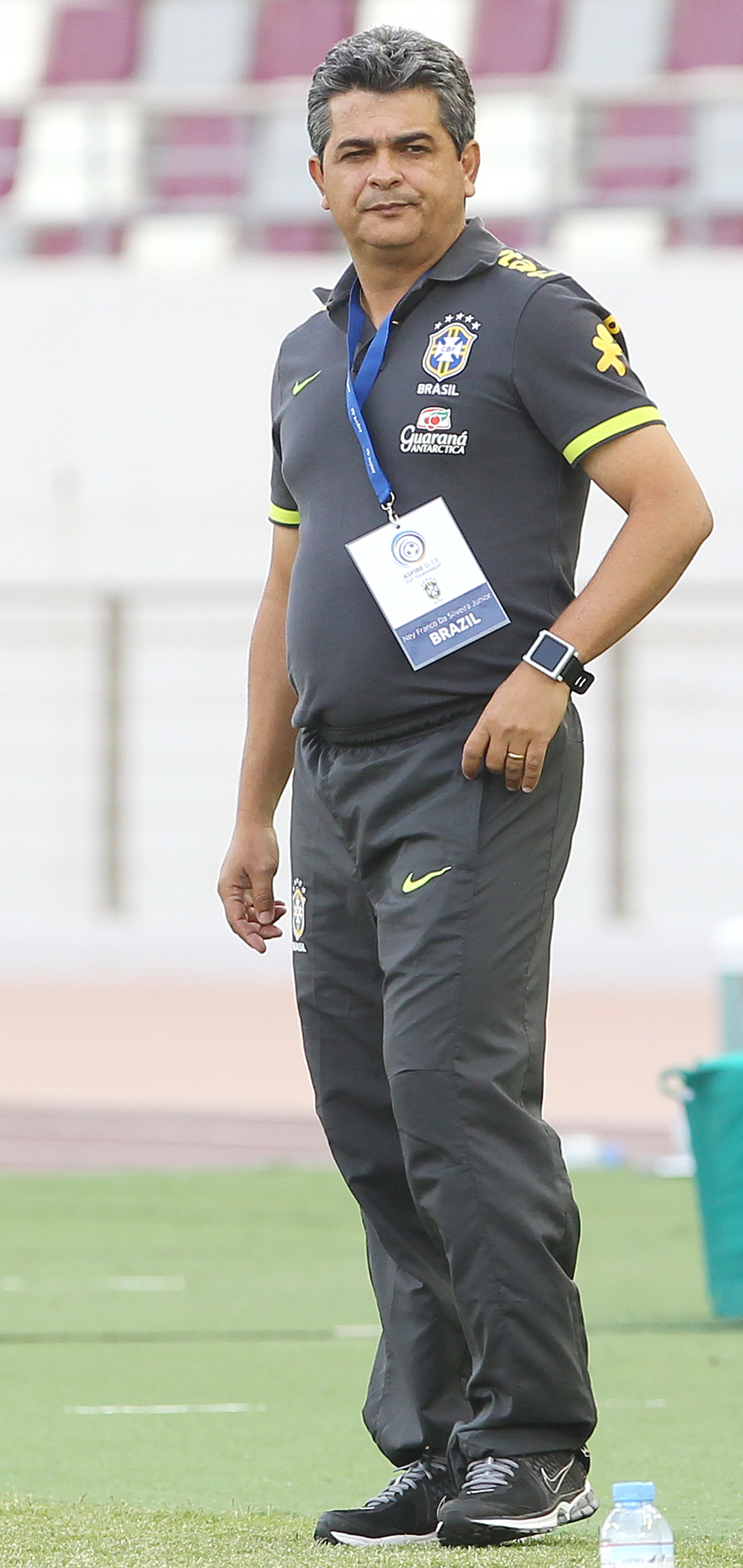
네이 프랑쿠 감독

1980년 캄페오나투 브라질레이루 세리이 A에서 제스포르치바와 페호비아리우 AC를 모두 7-1로 꺾고 최종 4위를 기록하였다. 그러나 재정적인 위기를 맞이한 코리치바는 1985년까지 아무런 타이틀을 획득하지 못하였다.
1985년 에니우 안드라지의 지도 하에, 캄페오나투 브라질레이루 세리이 A 타이틀을 향한 여정을 시작하였다. 상대는 방구 AC로, CR 바스쿠 다 가마, CR 플라멩구, 플루미넨시 FC, 보타포구 FR의 서포터들이 방구를 응원하기 위해 마라카낭 경기장에 들어섰고, 9만 1천명의 관중들이 운집하여 방구를 응원하였다. 그러나 이러한 불리한 여건을 이겨내고 코리치바가 최종 우승을 차지하였다. 1986년 코리치바는 파라나 주 축구팀 최초로 코파 리베르타도레스에 참가하였으며, 조별 예선에서 2위로 탈락하였다. 1989년에는 캄페오나투 파라나엔시에서 우승을 차지하였으며, 같은 해 6월 18일 쿠투 페헤이라에서 일본 축구 국가대표팀을 상대로 1-0 승리를 거두기도 하였다.
1980년대의 영광스러운 나날들을 뒤로 한채, 코리치바 FC는 1990년대를 재정적 위기와 함께 시작하였다. 하지만 코리치바는 1991년 코파 두 브라지우 4강까지 진출하기도 하였다. 반면 캄페오나투 브라질레이루 세리이 B에서 2년간 머물렀던 코리치바는 1992년에 승격에 성공하였으나, 곧바로 강등되기도 하였다. 1995년 캄페오나투 파라나엔시에서 라이벌 파라나 클루비와 결승전에서 격돌하였으나, 패배하고 준우승에 머물렀다. 1996년에는 결승전에조차 도달하지 못하였다. 1999년이 되어서야 9년의 공백을 깨고 캄페오나투 파라나엔시 트로피를 들어올릴 수 있었다.

### 쉽지않은 부활: 2000년대 ~ 현재
2001년 코리치바 FC는 코파 술미나스, 코파 두 브라지우, 캄페오나투 파라나엔시에서 모두 4강전에 진출하여 탈락하였다. 2003년 캄페오나투 파라나엔시에서 무패 우승을 달성하였고, 캄페오나투 브라질레이루 세리이 A에서 5위를 차지하며, 부활의 신호탄을 쏘아 올렸다. 그러나 2004년에 주리그에서 다시 우승하였지만, 2005년 전국 리그에서 좋지 못한 성적을 거두고 캄페오나투 브라질레이루 세리이 B로 재차 강등되었다. 2007년 11월 3일 4경기를 남겨 둔 채 승격을 확정지었으며, 해당 시즌 세리이 B 타이틀까지 거머쥐었다. 하지만 2009 시즌을 버티지 못하고 세리이 B로 다시 강등되었으며, 2010 시즌에 세리이 B에서 다시 승격하는 한편, 그 다음 시즌에 바로 강등을 당하여 세리이 A와 세리이 B를 왔다 갔다 하는 클럽이 되었다.

## 브라질 리그 통계 (2003-2023)
| 연도 | 포지션 | 대회    |
| ---- | ------ | ------- |
| 2003 | 5º     | Serie A |
| 2004 | 12º    | Serie A |
| 2005 | 19º    | Serie A |
| 2006 | 6º     | Serie B |
| 2007 | 1º     | Serie B |
| 2008 | 9º     | Serie A |
| 2009 | 17º    | Serie A |
| 2010 | 1º     | Serie B |
| 2011 | 8º     | Serie A |
| 2012 | 13º    | Serie A |
| 2013 | 11º    | Serie A |
| 2014 | 13º    | Serie A |
| 2015 | 14º    | Serie A |
| 2016 | 15º    | Serie A |
| 2017 | 17º    | Serie A |
| 2018 | 10º    | Serie B |
| 2019 | 3º     | Serie B |
| 2020 | 19º    | Serie A |
| 2021 | 3º     | Serie B |
| 2022 | 15º    | Serie A |
| 2023 | 19º    | Serie A |

## 클럽 정보

### 이름
현재 쿠리치바(Curitiba) 도시의 공식 이름은 클럽 설립 후 10년인 1919년에 확립되었다. 실제로 클럽은 코리치바(Coritiba)로 불렸다. 전통 때문에 클럽은 "foot ball"과 "club"이라는 단어들과 함께 원래의 이름을 유지했다.
"쿠리치바"라는 이름은 도시 내 문화적 다양성으로 인해 역사적으로 여러 가지 철자를 거쳐왔다. 이에는 Coritiba 및 Curityba와 같은 것들이 포함된다.

### 색상 및 로고
클럽의 색상은 파라나 주의 깃발 색상인 녹색과 흰색이다. 1909년 10월 12일에 창단된 코리치바는 브라질 축구에서 가장 오래된 '녹색과 흰색' 팀이다.
클럽 로고는 흰색으로 가운데에 CFC 이니셜이 있는 녹색 지구와 함께, 열두 개의 흰색으로 스타일리시하게 표현된 솔씨를 가지고 있다. 로고의 색상, 녹색과 흰색,은 파라나 주의 깃발과 동일하다. 코리치바의 첫 번째 로고는 간단했다: 녹색 원 안에 흰색 배경에 녹색으로 CFC 이니셜이 있었다.

### 팀 유니폼
코리치바의 첫 번째 유니폼은 1909년부터 1916년까지 사용되었으며, 녹색과 흰색으로 구성된 세로 줄무늬였다. 코리치바의 두 번째 유니폼은 1916년부터 1976년까지 모두 흰색이었다.
현재 홈 유니폼은 흰색 셔츠로 이루어져 있으며, 가로로 놓인 두 개의 녹색 줄무늬, 검은색 반바지, 흰색 양말로 구성되어 있다. 원정 유니폼은 녹색과 흰색의 세로 줄무늬 셔츠, 검은색 반바지, 녹색 양말로 이루어져 있다. 이러한 유니폼들은 1976년에 채택되었다.
| Home (2024) | Away (2024) | Third (2024) |

| 1985 Home Kit (National Champion) | 1993 Home Kit | 2005/06 Home |

### 마스코트
클럽의 마스코트는 '보보 코샤'로 별명 지어진 노인으로, 쿠리치바에서 가장 오래된 축구 클럽의 전통을 대표한다.

### 클럽 헌가
공식 클럽 헌가 가사는 클라우디오 리베이로가 작사하였고, 호메루 레불리가 작곡했다. 비공식 헌가로는 프란시스 나이트가 작곡한 '코리치바 에테르노 캄페앙'이라는 제목의 헌가가 있다. 제3의 헌가로는 빈시우스 코엘류가 가사를, 세바스티앙 리마가 음악을 담당한 '에테르노 캄페앙'이라고 불린다.

## 시장 가치
BDO RCS 감사인들 컨설팅의 2014 랭킹에 따르면, 코리치바는 브라질 축구에서 13번째로 높은 시장 가치를 가지고 있으며, 약 1억 1850만 레알로 평가되었다. 그럼에도 불구하고 2023년 6월에 코리치바는 11억 레알의 가치로 TreeCorp Investimentos 회사에 판매되었다.

## 다른 스포츠
축구로 가장 잘 알려진 코리치바는 남부 브라질에서 미식 축구를 지원하는 최초의 팀이다. 코리치바와 바리기 크로코다일 간의 파트너십으로 코리치바 크로코다일이 설립되었다. 코리치바 크로코다일은 네 번의 주 챔피언과 두 번의 브라질 국가 리그 챔피언이다.

### 농구
FPRB의 창립 멤버로 1930년대와 1940년대에 경쟁하던 코리치바 몬스터스 농구는 2019년에 코리치바, 비베르 마이스 협회 및 소세이다 탈리아와의 협력을 통해 시작되었으며, 클럽을 농구 장면으로 돌려놓았다.

### 미식 축구
축구로 잘 알려져 있지만, 코리치바는 나라 남부에서 미식 축구를 지원하는 최초의 팀이다. 코리치바와 바리기 크로코다일 간의 협력을 통해 코리치바 크로코다일이 탄생했다.

### 전자 스포츠
리얼 딜과의 협력을 통해 코리치바가 전자 스포츠의 세계에 진입했다. 코리치바 E-스포츠가 시작되어 Dota 2 팀으로 경쟁적인 장면에 참여하고 있다.

## 경기장

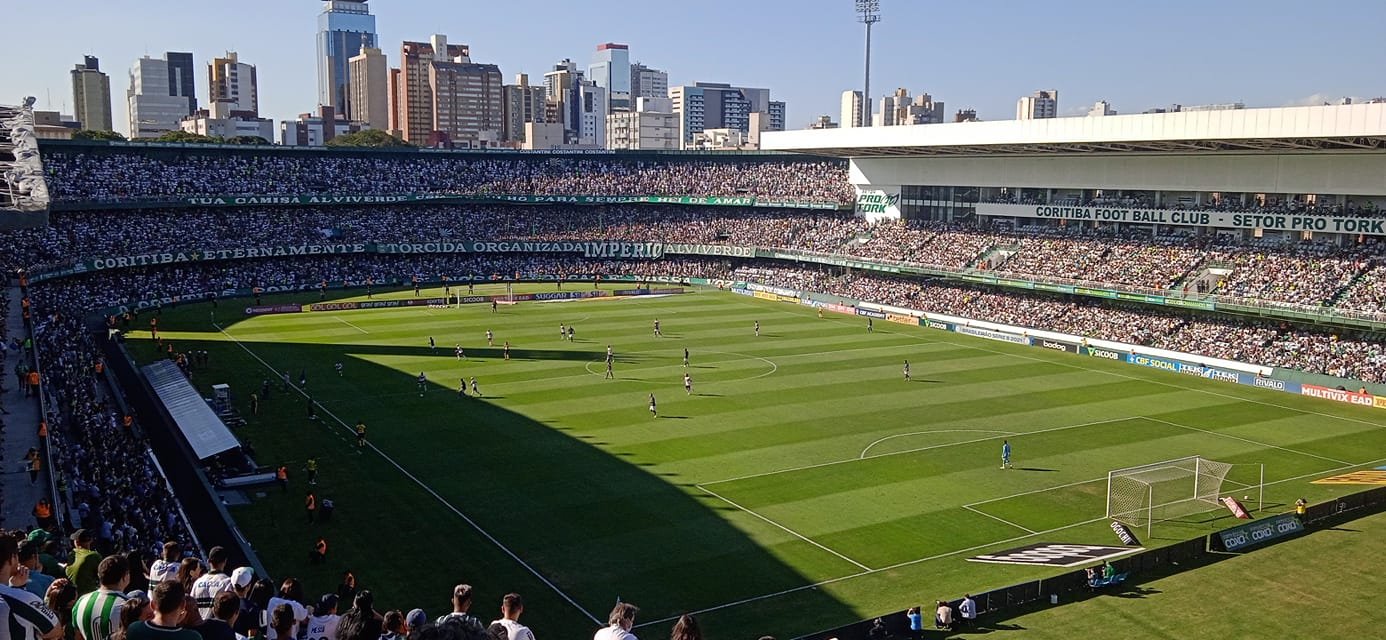
쿠투 페레이라

쿠투 페레이라 경기장은 코리티바의 홈 경기장이다.
- 이름: 메이저 안토니오 쿠투 페레이라 경기장
- 수용 인원: 40,502
- 주소: Rua Ubaldino do Amaral, 37
- 최다 관객 기록: (종합) - 70,000명 (요한 바오로 2세, 1980년) , (경기) - 축구 경기에서의 경기장 최다 관중 기록은 현재 1983년 5월 15일에 발생한, 아틀레티코 파라나이엔세 대 플라멩고 경기에서 65,943명으로 설정되었다. (2-0).
- 구장 크기: 109.00m x 72.00m
- 개장 연도: 1932

메이저 안토니오 쿠투 페레이라 경기장은 1932년에 창설되었으며 현재 40,502명의 수용 인원을 갖고 있다. 팬들과 언론은 이를 쿠투 페레이라 또는 알토 다 글로리아라고 부른다.
경기장의 땅은 니콜라우 슈퍼(Nicolau Scheffer)에 의해 기부되었거나 세금 때문에 상징적인 가격으로 판매되었다. 당시에는 외진 장소였고, 거리 때문에 실행 가능하지 않을 것이라고 말하기도 했다.
2005년에 진행된 리모델링에서는 피치의 크기가 확대되고 보호 울타리가 제거되어 경기장의 모든 구역에서 게임을 볼 수 있도록 했다. 게다가, 대기석과 골대와 같은 장비들이 현대화되었으며 전체 피치가 교체되었으며, 내부 시설(탈의실과 객실)에 대한 개보수가 이루어졌다.
원래는 벨포트 듀아르테 경기장이라고 불렸으며, 1977년 리모델링 후 확장을 위해 현재의 이름으로 변경되었으며, 경기장 건설에 가장 큰 책임이 있는 사람 중 한 명을 기리는 의미이다.

## 그라시오사 훈련장
1988년, 베이야드 오스나 대통령은 코리티바를 위한 훈련 센터 건설을 명령했다. 구라시오사의 구도로 (Graciosa's Road)에 속한 땅이 구입되었으며, 메인 본부에서 약 9킬로미터 떨어진 Atuba 교차로 근처에 위치했다. 알토 다 글로리아(쿠리티바의 한 동네)에 있었다. 하지만 1995년까지는 두 번째 단계가 진행되지 않았다. 조엘 말루첼리(Joel Malucelli), 세르지우 프로스도시모(Sérgio Prosdócimo) 및 에드손 마우아드(Édson Mauad)가 코리티바를 맡았고 공사를 시작했다.
그 때 클럽의 부회장이었던 엔지니어 조제 아루다(José Arruda)는 이 도전에 맞서는 책임자로 선정되었으며, 자신감과 결연함으로 이를 해냈으며, 유능한 공사위원회의 지원을 받았다. 건설을 가능하게 한 대부분의 자금은 당시 매너월 안토니오 데 올리베이라(Manoel Antonio de Oliveira)가 회장으로 이끄는 의결 위원회의 매월 기부에서 나왔다.
그라시오사 훈련장은 1997년 12월 20일에 개장되었다. 도와준 모든 사람들의 열정적인 노력 끝에 꿈은 현실이 되었다. 2002년에는 조바니 지오네디스(Giovani Gionédis)가 클럽을 맡았고, 대담한 구조적 계획을 시작했다. 이는 알비베르데(Alviverde) 유산의 확장과 현대화로 시작되었다.
오늘날, 베이야드 오스나 훈련 센터는 현대성과 축구 전문가들의 작업을 위한 공간 중 하나로 자리매김했다. 진지한 작업은 코리티바를 나라에서 최고의 시설을 갖춘 클럽 중 하나로 만들었다. 이것은 베이스 개선 작업을 기반으로 하며 매년 최고의 전문가들이 함께 하면서 그들이 프로 팀에 도달하여 코사-브랑코(Coxa-Branca) 아이돌이 될 때까지 항상 그들을 따라온다.
훈련 센터에는 다양한 경기장이 있는 공식 축구 경기장 다섯 개(70x110m)가 있다. 또한 세 개의 탈의실, 온수 수영장, 주차장, 보도위원회가 있다. 의료 영역을 위해 현대적인 생리학 클리닉, 완비된 체육관, 물리치료, 심리학 및 영양 클리닉이 있다.

## 서포터

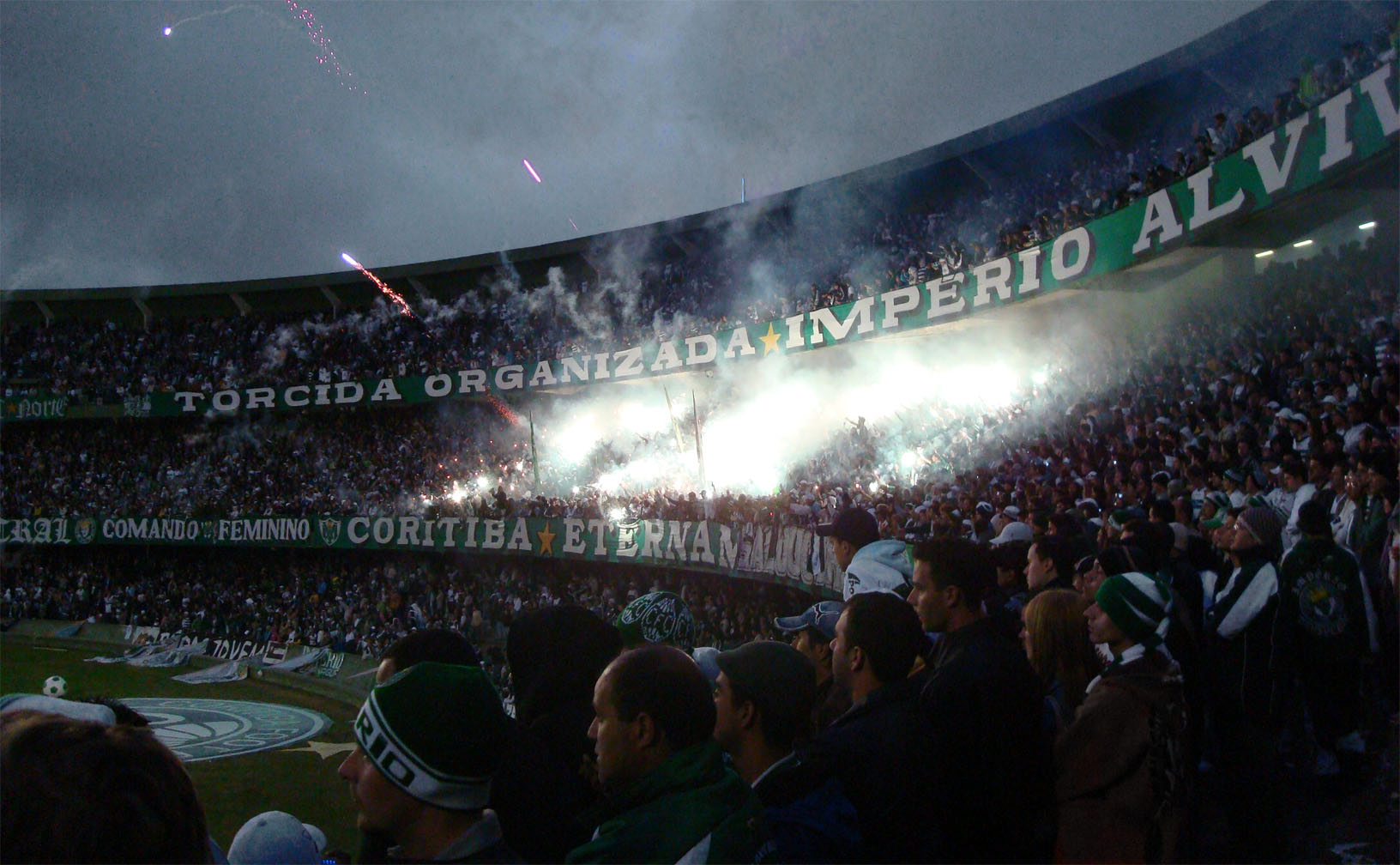
임페리오 알비베르데

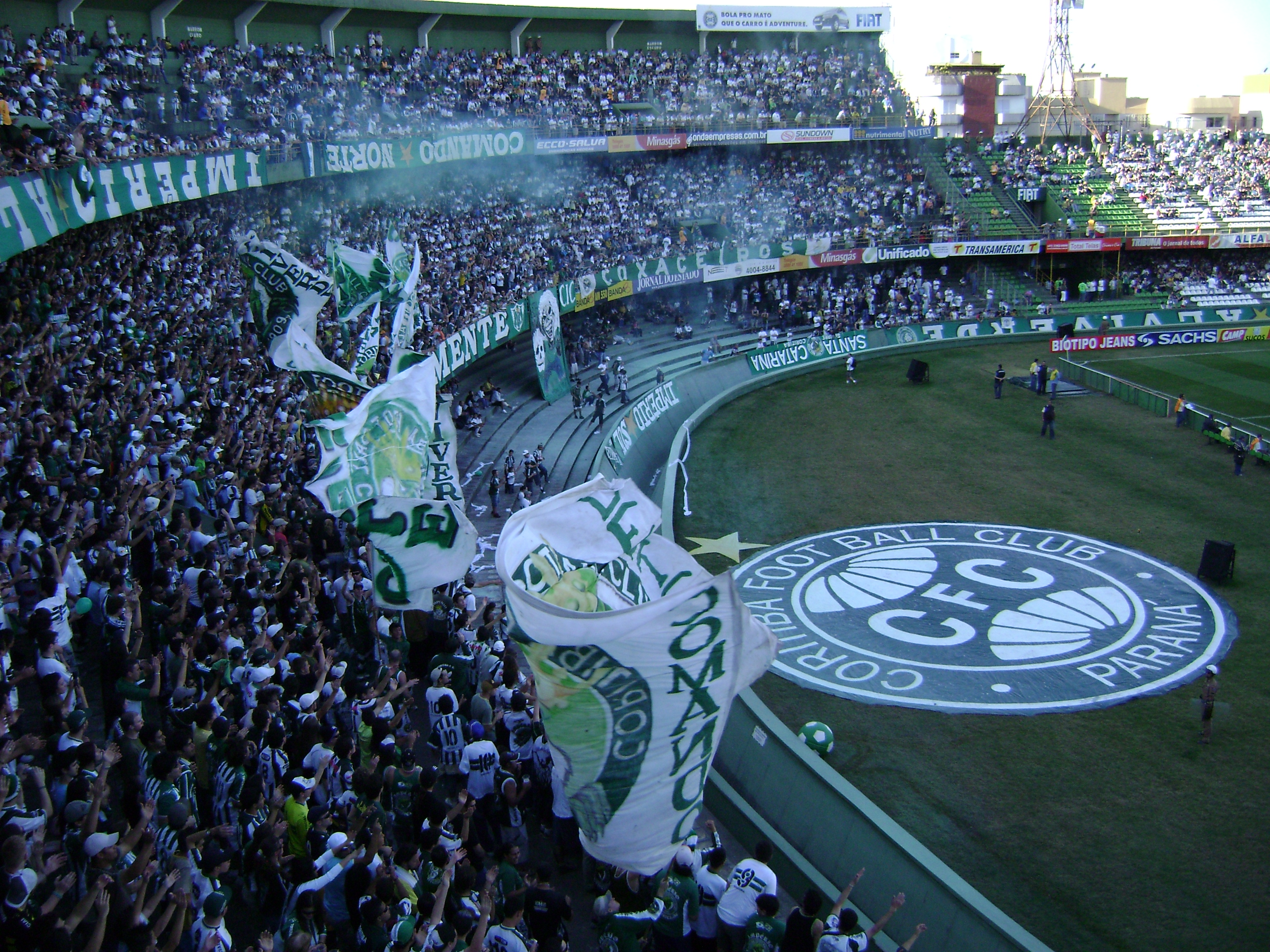
코리티바의 서포터들

클럽의 주요 조직된 팬 그룹은 1977년에 설립된 임페리오 알비베르데이다. 이 그룹은 녹색과 흰색의 색깔을 입고 있으며, 브라질 남부 지역에서 가장 큰 조직된 팬 그룹 중 하나로 알려져 있다.
파라나 주에서 가장 전통적인 클럽 중 하나인 코사 브랑카 팬들은 또한 파라나 주에서 가장 전통적인 팬들 중 하나이다. 1939년에는 코사의 전 축구 선수인 핀하 (루이스 빌라)가 파라나 주에서 첫 번째 조직된 팬 그룹을 창설했다. 이 그룹은 북독순의 구별되는 특징으로 축구 선수에 대한 북독과 격려의 노래가 있었다.
1986년과 2004년에는 코리티바가 펼치는 코파 리베르타도레스 다 아메리카(Copa Libertadores da América)에서 플레이한 모든 국가에 참석했다. 그들의 주요 조직된 팬 그룹은 임페리오 알비베르데이다.
2010년에는 팀의 엄청난 처벌에도 불구하고 팬들이 커리티바에서 130킬로미터 떨어진 조인빌의 모든 10경기에 참석하여 총 33,156명의 팬과 평균 3,315명의 관객을 모았다. 이는 클럽에 대한 힘과 열정이 한계가 없음을 보여주는 것이다.
브라질 남부 전역에서 전통적인 코사의 팬 베이스는 가장 큰 것 중 하나이다. 2010년에 IBOPE가 실시한 조사에 따르면 파라나 주 클럽은 남부 지역에서 세 번째로 큰 팬 베이스를 갖고 있다. 코리티바 팬들은 주선수권에서 여전히 최고의 평균 입장을 유지하며, 등록된 입장(1994년부터 2019년까지)에서 21년 중 14년에 걸쳐 가장 높은 평균을 유지했다. 첫 번째가 아닐 때는 거의 항상 두 번째이다. 이는 브라질 선수권에서 발생하는 일과 유사하다.
코리티바 팬들은 또한 쿠투 페레이라에서 '그린 헬'을 개최하는 것으로 유명하다. 이로 인해 팬들은 밤이나 낮에 상관없이 폭죽, 연기, 종이, 불꽃, 조명 등에서 더 많은 혁신을 일으킨다.
코리티바의 두 번째로 큰 조직된 팬 그룹은 드라곤스 알비베르데이다. 드라곤스 알비베르데는 1996년에 설립되었다.

## 라이벌전
코리티바의 가장 큰 경쟁 상대는 같은 도시에서 온다: 아틀레티코 파라나엔세와 파라나 클루베. 코리티바와 아틀레티코 파라나엔세 간의 경기는 "아틀-티바"로 불리며, 코리티바와 파라나 간의 경기는 "파라-티바"로 알려져 있다.

### 아틀티바
틀:Mainarticle

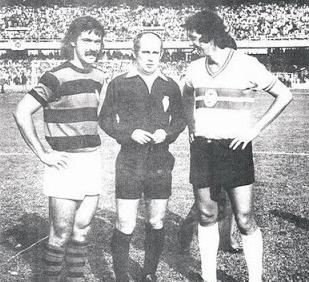
아틀티바 (1972)

아틀티바는 쿠리티바 출신인 코리티바와 아틀레티코 파라나엔세 간의 충돌에 대한 이름이다. 이 두 클럽은 1924년 6월 8일부터 진행되어 왔으며, 버다우가 상대팀을 6-3으로 완파한 경기이다. 이 경쟁은 시간이 지남에 따라 성장하여 현재 남부 지역에서 가장 큰 라이벌전 중 하나로 여겨지며, 이 두 경쟁 상대가 치른 다양한 결정적인 경기들의 결과로 파라나 주에서 가장 큰 팬 베이스를 갖는 클럽으로 만들었다. 이 충돌에서의 가장 큰 승리는 1959년 11월 14일에 코르바가 상대를 6-0으로 완파한 경기이다.

### 파라티바
파라티바는 코리티바와 파라나 간의 클래식이다. 첫 번째 클래식은 1990년 2월 4일에 코리티바가 1-0으로 승리한 경기였다. 이 대결에서의 가장 큰 승리는 2002년에 파라나가 6-1로 승리한 경기와 2021년에 코르바가 5-0으로 승리한 경기이다.

## 수상

### 전국
- 캄페오나투 브라질레이루 세리이 A
  - 우승 (1회) : 1985
- 캄페오나투 브라질레이루 세리이 B
  - 우승 (1회) : 2007, 2010
- 토르네이우 두 포부
  - 우승 (1회) : 1973

### 주 (州)
- 캄페오나투 파라나엔시
  - 우승 (39회) : 1916, 1927, 1931, 1933, 1935, 1939, 1941, 1942, 1946, 1947, 1951, 1952, 1954, 1956, 1957, 1959, 1960, 1968, 1969, 1971, 1972, 1973, 1974, 1975, 1976, 1978, 1979, 1986, 1989, 1999, 2003, 2004, 2008, 2010, 2011, 2012, 2013, 2017, 2022

- 타사 시다지 지 쿠리치바
  - 우승 (2회) : 1976, 1978

## 선수 명단

### 현역
참고: FIFA 자격 규정에 따라 소속된 국가대표팀 국기를 표시합니다. 선수는 복수의 FIFA 비회원국 국적을 가지고 있을 수 있습니다.
| 번호 | 포지션 | 국적     | 이름              |
| ---- | ------ | -------- | ----------------- |
| 19   | MF     | 콜롬비아 | 세바스티안 고메스 |
| 27   | MF     | 우루과이 | 카를로스 데 페냐  |

| 번호 | 포지션 | 국적 | 이름 |
| ---- | ------ | ---- | ---- |

## 역대 감독
| 감독                   | 임기      |
| ---------------------- | --------- |
| 팅                     | 1971      |
| 팅                     | 1973      |
| 팅                     | 1979      |
| 페드로 로차            | 1987      |
| 에메르송 레앙          | 1988~1989 |
| 루이스 펠리피 스콜라리 | 1990      |
| 후벤스 미넬리          | 1997~1998 |
| 자이르 페헤이라        | 2000      |
| 히카르두 고메스        | 2001      |
| 도리바우 주니오르      | 2008      |
| 아르제우 푸크스        | 2018~2019 |
| 조르지뉴               | 2019      |
| 조르지뉴               | 2020      |
| 안토니우 카를루스 사구 | 2023      |